# レインボーかつしか
レインボーかつしかは、かつて東京都葛飾区で運行されていたコミュニティバスの愛称。2005年（平成17年）7月15日運行開始。2024年（令和6年）4月1日より運行を休止している。

## 概要
運行主体は日立自動車交通で、葛飾区がバス停留所の設置に伴う環境整備などを行う形で開業した。隣接する足立区のコミュニティバス「はるかぜ」に近い運行形態である。日立自動車交通では「有71〜有74」の系統番号を付与している。
葛飾区の公式ウェブサイトでは特にコミュニティバスとして案内はされておらず、区内の一般路線バスと合わせて紹介されている。路線図や時刻表は、日立自動車交通の公式ウェブサイトに掲載されている。
JR常磐線金町駅から亀有駅南口、京成電鉄本線お花茶屋駅を経由して、葛飾区の地域福祉・障害者センター「ウェルピアかつしか」に至る路線（有71・有72系統）と、亀有駅南口を基点に亀有四丁目、堀切八丁目を経由し、東京メトロ千代田線・JR常磐線綾瀬駅東口へ至る路線（有73系統）の2つを基本として構成される。有74系統（新宿循環）は2019年に新設された系統で、有71・有72系統の亀有駅以北を循環経路とした派生路線である。

## 歴史

### 運行開始
2005年3月23日に葛飾区の施設「葛飾区心身障害者福祉会館」が閉館し、同年4月より現在地（堀切3丁目34-1）へ移転した上で、葛飾区地域福祉・障害センター「ウェルピアかつしか」として新設された。これに伴い、同年7月15日より「ウェルピアかつしか」と区内の鉄道駅を結ぶ新規路線として運行開始された。運行開始時の運賃は大人200円均一であった。
運行開始時は、金町駅と「ウェルピアかつしか」を結ぶ路線以外に、金町駅 - 亀有駅、亀有駅 - お花茶屋駅などを結ぶ区間便として7つの経路が存在した。停留所は23箇所で、運行時間帯は毎日6時台から21時台であった（経路により運行時間帯は異なる）。葛飾区の担当部署は街づくり調整課都市計画担当係。
有71・有72系統の運行開始当初は、中川橋の掛け替えおよび周辺道路の整備に伴う一方通行のため、亀有駅南口 - 中川橋東において経路が上下線で違い、金町駅南口行きは中川橋西停留所を経由せず中川土手へ迂回しての暫定開業となった。このため系統番号も、有71がウェルピアかつしか行き、有72が金町駅南口行きと、上下線で区別していた。同区間で行われていた道路拡張工事の終了に伴い相互通行が可能となり、2006年1月26日に迂回運転が終了し、上下線とも同じ経路で運行している。ただし系統番号は変更されず、有71・有72をそのまま使用している。

### ダブルトラック
京成バスの地域子会社である京成タウンバスは葛飾区奥戸に本社を置くが、京成電鉄沿線の葛飾区内には京成バス奥戸営業所・金町営業所も所在し、電鉄直営時代から京成バスの営業エリアであった。区内の一般路線バスの多くは京成バスや都営バス（青戸支所）が担ってきた。
レインボーかつしか開業翌年の2006年（平成18年）3月16日には京成タウンバスが、レインボーかつしかの有71・有72系統と起終点が同一となる白鳥線（有70系統）を運行開始した。この路線は、金町駅南口 - 高砂七丁目公園と亀有二丁目 - 白鳥わかば公園で独自経路を経由する以外は、レインボーかつしか（有71・有72系統）との同一経路が大半を占めている。京成タウンバスでは「レインボーかつしか」の愛称は使用していない。
京成バスと京成タウンバスでは白鳥線（有70系統）開業以前から、既存路線でも亀有駅 - 修徳学園入口がレインボーかつしかと並走区間となっていたため、白鳥線開業直前の2006年1月15日から、その区間の利用に限り運賃を200円としてレインボーかつしかに合わせていた。白鳥線（有70系統）では全線をレインボーかつしかに合わせて200円としたが、全区間が同一経路ではないため定期券や回数券の共通化は行われていなかった。また車両も同一車種が採用され、京成タウンバスでも白鳥線（有70）開業に際して三菱ふそう・エアロミディMEを2台新車導入している。
こうして短期間に同じ地区で競合路線が運行開始され、ダブルトラックとなったが、双方とも利用者は伸び悩んだ。このためのちに葛飾区による再編計画が検討され、行政が調整に入る事態となった。

### 区による再編計画
葛飾区内では、東西に走る鉄道路線を結ぶ形で南北方向に補完するバス路線網が発達してきたが、しかし近年はバスの利用者減少や運転手不足などにより減便・休廃止される路線も発生している。こうした状況をふまえ、区は2017年度（平成29年度）に「葛飾区公共交通網構築に関する調査検討委員会」を設置し、パブリックコメントにより区民からの意見を集めた上で、2019年（令和元年）5月に「葛飾区公共交通網整備方針」を制定した。
金町駅 - 亀有駅間を並走するレインボーかつしか（有71〜有74系統）と、京成タウンバス白鳥線（有70系統）の両路線は運行開始以来、利用者減少や運転手不足などにより減便が続いていた。さらに日立自動車交通が新型コロナウイルス感染症の流行の影響で経営悪化したことから、2021年（令和3年）3月15日のダイヤ改正で、利用者が少ない金町駅南口 - 新宿小学校南の区間（有71系統）を運行休止した。
こうした現状から地域の需要に合った路線とするため、区はバス事業者と連携してこの両路線を再編し、区内循環バスを導入することを検討している。

区が制定した「葛飾区公共交通網整備方針」の中では、そのモデルのひとつとして練馬区のコミュニティバス「みどりバス」を例に挙げている。「みどりバス」はもともと異なる経緯で運行開始された3つの路線を統合し、練馬区コミュニティバスとして再編したものである。
また区内での取り組みとして、地域乗合タクシー「さくら」についても触れている。これは区内で一般路線バスが廃止された地域でバスの利便性が著しく低下したため運行開始したものである。綾瀬駅を起点に小菅1丁目地区を循環運行しており、レインボーかつしかと同様に日立自動車交通が運行している。
2021年（令和3年）2月22日には、葛飾区が循環バス導入検討の第1弾として、新小岩と細田・奥戸・東新小岩地域を結ぶ循環バス「細田循環（細02系統）」の実証運行を開始した。実証運行は2024年3月までの3年間を予定し、利用状況に応じて運行内容の見直しや継続運行について検討するとしている。京成バスと京成タウンバスの共同運行。

### 運行休止
2024年（令和6年）3月31日をもってレインボーかつしか全路線の運行を休止した。慢性的な運転手不足や、運行開始から現在に至るまでの収支状況を鑑み、運行休止に至った。なお、路線廃止ではないため、2025年8月現在もバス停は残されている。

## 沿革
- 2005年（平成17年）7月15日 - 「レインボーかつしか」の愛称で、金町駅南口 - ウェルピアかつしか（有71・有72系統）が運行開始[1][2]。
- 2006年（平成18年）
  - 3月16日 - 京成タウンバスが白鳥線（有70系統）を運行開始[1]、金町駅 - 亀有駅間で競合路線となる。
  - 8月26日 - 亀有中学校 - 亀有一丁目間に「修徳学園入口」停留所を新設。
- 2007年（平成19年）
  - 6月15日 - 亀有駅南口 - 綾瀬駅東口（有73系統）が開通[1]
  - 足立区「はるかぜ」とともにPASMO・Suicaを導入。
- 2019年（平成31年/令和元年）
  - 3月17日 - 亀有駅南口 - 新宿循環（有74系統）が運行開始[15][16]
  - 5月 - 区が「葛飾区公共交通網整備方針」を制定、レインボーかつしかと京成タウンバスの路線を再編して区内循環バスを導入する構想を打ち出す[9][10]。
  - 12月31日 - この日をもって専用回数券の販売を終了[5]。
- 2021年（令和3年）
  - 2月22日 - 葛飾区が循環バス第1弾「細田循環（細02系統）」の実証運行を開始[14]。京成バスと京成タウンバスの共同運行[14]。
  - 3月15日 - 有71・有72系統の亀有駅南口 - 高砂七丁目 - 金町駅南口間の運行を休止[11]。
- 2022年（令和4年）1月15日 - 同日始発便より綾瀬駅東口のレインボーかつしか、はるかぜ（9号・12号）のバス乗り場を変更[17][18]。
- 2023年（令和5年）9月14日 - 運転手不足により平日も土休日ダイヤにて運行[19]。
- 2024年（令和6年）3月31日 - 全路線の運行を休止[3]。

## 運賃・乗車券類
- 運賃は均一運賃制で前乗り後乗り前払い。大人210円、小人110円[5]。
  - IC運賃は、大人210円（現金運賃と同額）、小人105円[5]。大人206円、小人103円であったが値上げされた[いつ?]。
  - 運行開始時の運賃は、大人200円、小人100円であった[2]。
- 運賃支払い方法は、運行開始当初は現金のみでバス共通カードは利用できなかった[2]。2007年にPASMOがサービス開始され、日立自動車交通でも足立区「はるかぜ」とともにPASMO・Suicaを導入した。2013年からは交通系ICカード全国相互利用サービスに対応した交通系ICカードも利用可能となった。
- 東京都シルバーパスが利用できる[5]。また、障害者手帳（身体障害者手帳・療育手帳など[5]）の提示で運賃半額となる[5]。
- 一日乗車券をバス車内で販売している。大人500円・小人250円[5]。
- 専用定期券（通勤・通学定期、1か月・3か月）を販売している[5]。専用定期券にも障害者割引がある[5]。
- 専用回数券も販売していたが、2019年12月31日をもって販売終了した[5]。

## 路線
出典：日立自動車交通公式サイト「はるかぜ レインボーかつしか 運行路線図 令和3年3月15日改正版」
有73系統（西亀有線）が乗り入れる綾瀬駅東口には、日立自動車交通が運行する足立区コミュニティバス「はるかぜ」9号・12号も乗り入れる。

### 過去の路線
有71・有72系統　ウェルピア線
- ウェルピアかつしか - 堀切中学校 - 四ツ木地区センター - 宝町二丁目 - お花茶屋駅 - 南白鳥保育園 - 白鳥わかば公園 - 白鳥集会所 - 亀有一丁目 - 修徳学園入口 - 亀有二丁目 - 亀有駅南口 - 中川橋西 - 新宿小学校南 - 新宿三丁目 - 葛飾やすらぎの郷 - 高砂七丁目公園 - 住吉小学校北 - 高砂七丁目 - 葛飾商業高校前 - 協栄児童遊園 - 東建葛飾マンション - 金町駅南口
2021年3月15日より、中川橋西 - 金町駅南口の区間を運行休止[11]。

有73系統　西亀有線
- 亀有駅南口 - 中之台小学校 - 亀有四丁目 - 西亀有三丁目 - 西亀有小学校 - 堀切八丁目 - 堀切八郵便局 - 綾瀬駅東口

有74系統　新宿循環
- ウェルピアかつしか - お花茶屋駅 - 亀有駅南口 → 中川橋西 → 中川橋東 → 新宿二丁目 → 新宿一里塚 → 新宿小学校南 → 中川橋西 → 亀有駅南口 - お花茶屋駅 - ウェルピアかつしか
ウェルピアかつしか - お花茶屋駅 - 亀有駅南口間の経路は有71・有72系統と同一。亀有駅南口から金町駅方面へ北上せず、中川橋西から新宿地区を循環する。

## 車両
車両は、日立自動車交通カラーの小型ノンステップバスが使用される。車種は主に日野・ポンチョ（2ドアロングボディ）を使用する。
運行開始時には三菱ふそう・エアロミディME（日立自動車交通1058号車、足立200か1188）が使用され、当初は日立自動車交通カラーに「レインボーかつしか」の虹色のロゴを掲出していた。この車両にはのちに、地元企業である亀有信用金庫のマスコットキャラクター（萌えキャラ）「夢叶ちゃん・TAMARUくん」のラッピングが車体全面に施された。